# Río Mudan

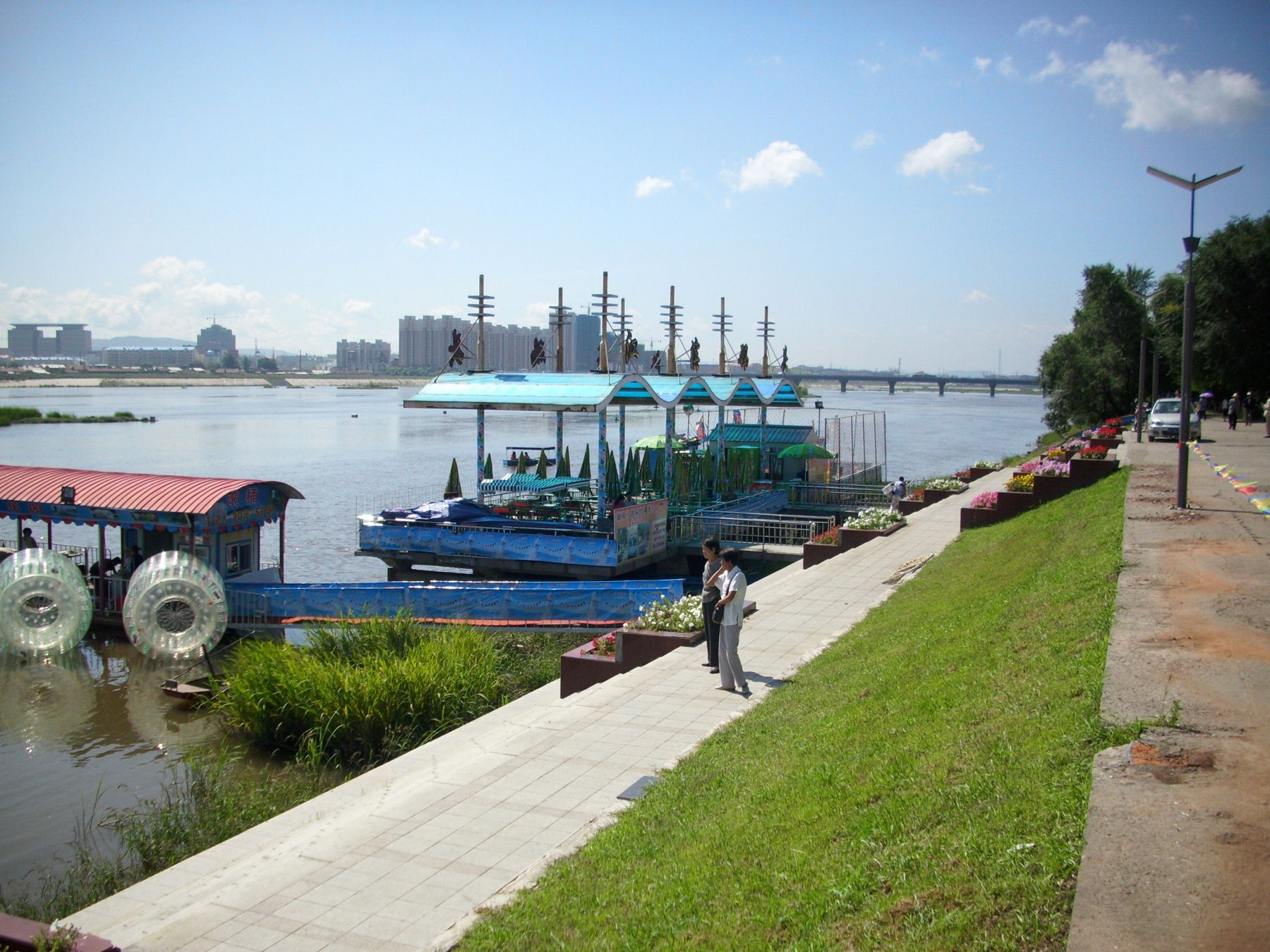
Paseo a lo largo del río Mudan

El río Mudan o Mudanjiang en chino, 牡丹江; pinyin, Mǔdānjiāng; manchu:  Mudan bira) es un río del noreste de China, un afluente por la derecha del río Songhua —afluente a su vez del río Amur— que discurre por las provincias de Jilin y Heilongjiang. Tiene una longitud de 725 km y drena una cuenca de unos 40.000 km².
Su nombre moderno en chino se puede traducir como «río Peonía». En el pasado era conocido como río Hurka o río Hurha (en chino, 瑚爾哈; pinyin, Húěrhā).
El río desemboca en el lago Jingpo, y luego continúa hacia el norte, fluyendo por el condado de Ning'an y la ciudad-prefectura de Mudanjiang (que lleva el nombre del río y que contaba con
2.800.000 hab.), para desaguar en el río Songhua en el condado de Yilan (antiguamente conocido como Sanxing).